# Alpes cocios
Los Alpes cocios (en francés: Alpes Cottiennes; en italiano: Alpi Cozie) son una sección del gran sector Alpes del sudoeste, según la clasificación SOIUSA. Su pico más alto es Monviso, con 3841 m s. n. m. Se encuentra a lo largo de la cadena principal de los Alpes, en la frontera entre Francia (Saboya) e Italia (Piamonte). El Paso Maddalena los separa de los Alpes marítimos; el Col du Mont Cenis los separa de los Alpes grayos y el Col du Galibier de los Alpes del Delfinado. El túnel por carretera de Fréjus y el túnel de ferrocarril de Fréjus, que atraviesan estos montes, son los pasos más importantes entre Lyon y Turín. Irrigan estos montes los ríos Durance y Arc por el lado francés y el Dora Riparia y el Po por el lado italiano.

## Clasificación y subdivisión
Generalmente están individualizados de manera unívoca en las distintas clasificaciones de los Alpes, tanto en la partición de los Alpes tradicional del año 1926 como en la Subdivisión Orográfica Internacional Unificada del Sistema Alpino (SOIUSA).
Su interior viene generalmente subdividido en:
- Alpes cocios meridionales o Alpes de Monviso
- Alpes cocios centrales o Alpes de Montgenèvre
- Alpes cocios septentrionales o Alpes de Mont Cenis.

La clasificación SOIUSA habla de las siguientes subsecciones compuestas a su vez de supergrupos:
- Alpes de Monviso:
  - Cadena Chamberyon-Mongioia-Marchisa
  - Cadena Font Sancte-Parpaillon-Grand Bérard
  - Cadena Aiguillette-Monviso-Granero
- Alpes de Montgenèvre:
  - Cadena Bucie-Gran Queyron-Orsiera
  - Cadena Bric Froid-Rochebrune-Beal Traversier
- Alpes de Mont Cenis:
  - Cadena Chaberton-Tabor-Galibier
  - Cadena Bernauda-Pierre Menue-Ambin.

## Picos

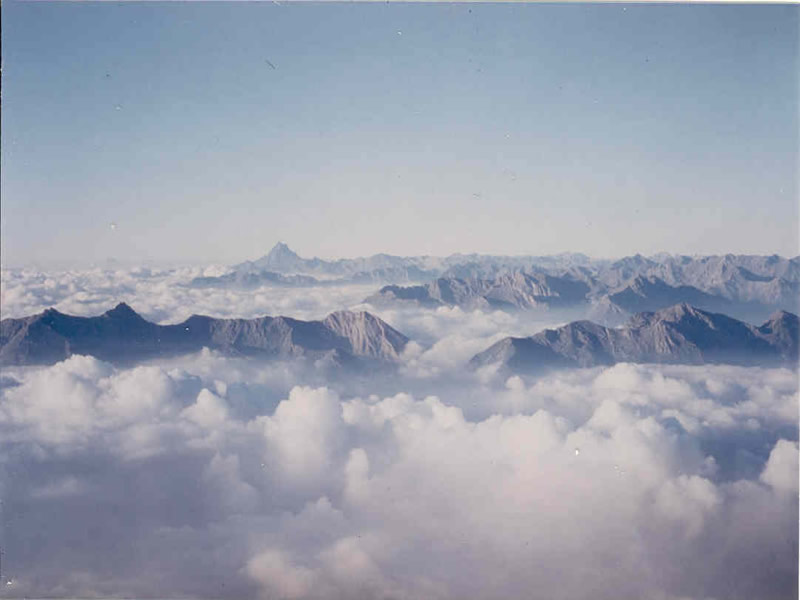
Monviso, en los Alpes cocios.

Los picos más altos de los Alpes cocios son:
| Pico                    | Elevación | Elevación |
| ----------------------- | --------- | --------- |
| Monviso                 | 3841 m    |           |
| Viso di Vallante        | 3672 m    |           |
| Aiguille de Scolette    | 3505 m    |           |
| Aiguille de Chambeyron  | 3412 m    |           |
| Bric de Chambeyron      | 3388 m    |           |
| Pic de la Font Sancte   | 3387 m    |           |
| Rognosa d'Etache        | 3385 m    |           |
| Dents d'Ambin           | 3382 m    |           |
| Punta Ferrant           | 3364 m    |           |
| Visolotto               | 3353 m    |           |
| Bric de Rubren          | 3340 m    |           |
| Rochebrune              | 3324 m    |           |
| Punta Sommeiller        | 3321 m    |           |
| Bric Froid              | 3302 m    |           |
| Grand Glaiza            | 3286 m    |           |
| Rognosa di Sestriere    | 3279 m    |           |
| Panestrel               | 3253 m    |           |
| Roche du Grand Galibier | 3242 m    |           |
| Peou Roc                | 3231 m    |           |
| Pic du Pelvat           | 3218 m    |           |
| Pointe Haute de Mary    | 3212 m    |           |
| Pain de Sucre           | 3208 m    |           |
| Mont Thabor             | 3182 m    |           |
| Pointe des Cerces       | 3180 m    |           |
| Tete des Toillies       | 3179 m    |           |
| Monte Granero           | 3170 m    |           |
| Pic du Thabor           | 3144 m    |           |
| Mont Chaberton          | 3135 m    |           |
| Punta Bagna             | 3.129     |           |
| Tete de Moyse           | 3110 m    |           |
| Monte Meidassa          | 3105 m    |           |
| Pelvo d'Elva            | 3064 m    |           |
| Rocca Bianca            | 3059 m    |           |
| Mont Politri            | 3051 m    |           |
| Mont Albergian          | 3040 m    |           |
| Pic Caramantran         | 3025 m    |           |
| Bric Bouchet            | 2998 m    |           |
| Pointe des Marcelettes  | 2909 m    |           |
| Pic du Malrif           | 2906 m    |           |
| Punta Cournour          | 2868 m    |           |

## Puertos
Los principales puertos de montaña de los Alpes cocios son:
| Nombre                              | Ubicación                          | Tipo             | Elevación |
| ----------------------------------- | ---------------------------------- | ---------------- | --------- |
| Col Sommeiller                      | Bardonecchia a Bramans             | nieve            | 2962 m    |
| Col de la Traversette               | Crissolo a Abriès                  | camino caballo   | 2950 m    |
| Col d'Ambin                         | Exilles a Bramans                  | nieve            | 2854 m    |
| Col de St Veran                     | Valle Varaita a los Valles Queyras | camino a pie     | 2844 m    |
| Col du Parpaillon                   | Ubaye Valley a los Valles Queyras  | camino a pie     | 2780 m    |
| Col d'Etache                        | Bardonecchia a Bramans             | camino a caballo | 2787 m    |
| Col Agnel                           | Valle Varaita a los Valles Queyras | carretera        | 2744 m    |
| Col Girardin                        | Valle Ubaye a los Valles Queyras   | camino a caballo | 2699 m    |
| Col de Sautron                      | Valle Maira a Barcelonnette        | camino a caballo | 2689 m    |
| Col de Longet                       | Valle Ubaye al Valle Varaita       | camino a caballo | 2672 m    |
| Col de Mary                         | Valle Ubaye al Valle Maira         | camino a caballo | 2654 m    |
| Col d'Abriès                        | Perosa a Abriès                    | camino a caballo | 2650 m    |
| Col de la Roue                      | Bardonecchia a Modane              | camino a caballo | 2566 m    |
| Col du Fréjus                       | Bardonecchia a Modane              | camino de tierra | 2542 m    |
| Col de Clapier                      | Bramans a Susa                     | camino a caballo | 2491 m    |
| Col d'Izoard                        | Briançon a los valles Queyras      | carretera        | 2388 m    |
| Col de la Croix o Passo de la Croce | Torre Pellice a Abriès             | camino a caballo | 2309 m    |
| Petit Mont Cenis                    | Bramans al monte Cenis Plateau     | camino a caballo | 2184 m    |
| Col de Vars                         | Valle Ubaye a los valles Queyras   | carretera        | 2115 m    |
| Mont Cenis                          | Lanslebourg a Susa                 | carretera        | 2101 m    |
| Col de Sestriere                    | Pinerolo a Cesana Torinese         | carretera        | 2021 m    |
| Col de Larche/Maddalena Pass        | Valle Ubaye al Valle Stura         | carretera        | 1991 m    |
| Col de Montgenèvre                  | Briançon a Susa                    | carretera        | 1854 m    |
| Col de l'Echelle                    | Briançon a Bardonecchia            | carretera        | 1760 m    |